# 곤잘레스 대 라익 사건
곤잘레스 대 라익 사건(Gonzales v. Raich , 54 U.S. 1 (2005))은 통상조항 관련 미국 연방 대법원의 유명 판례이다. 대마초의 소지, 배포를 금지하는 연방법과 개인적 의료상 이유의 재배를 허락하는 캘리포니아 법이 충돌하는 사안에서 개인의료 목적으로 재배된 것이라 하더라도 그 중 얼마는 주간시장으로 흘러들어갈 것이며, 그 양을 모두 합하며 주간시장에 상당한 영향을 미치기에 연방의회의 규제대상이 된다고 연방대법원이 판결하였다.

## 참고 문헌
- 이한덕, 미 연방 대법원의 대마초 의료적 사용에 대한 판결 분석